# Gisenyi
Gisenyi es una ciudad en el distrito de Rubavu en la provincia Occidental de Ruanda. Gisenyi es contigua a Goma, la ciudad ubicada en la frontera con la República Democrática del Congo. La población de la ciudad es de aproximadamente 106.000 (2012).

## Descripción

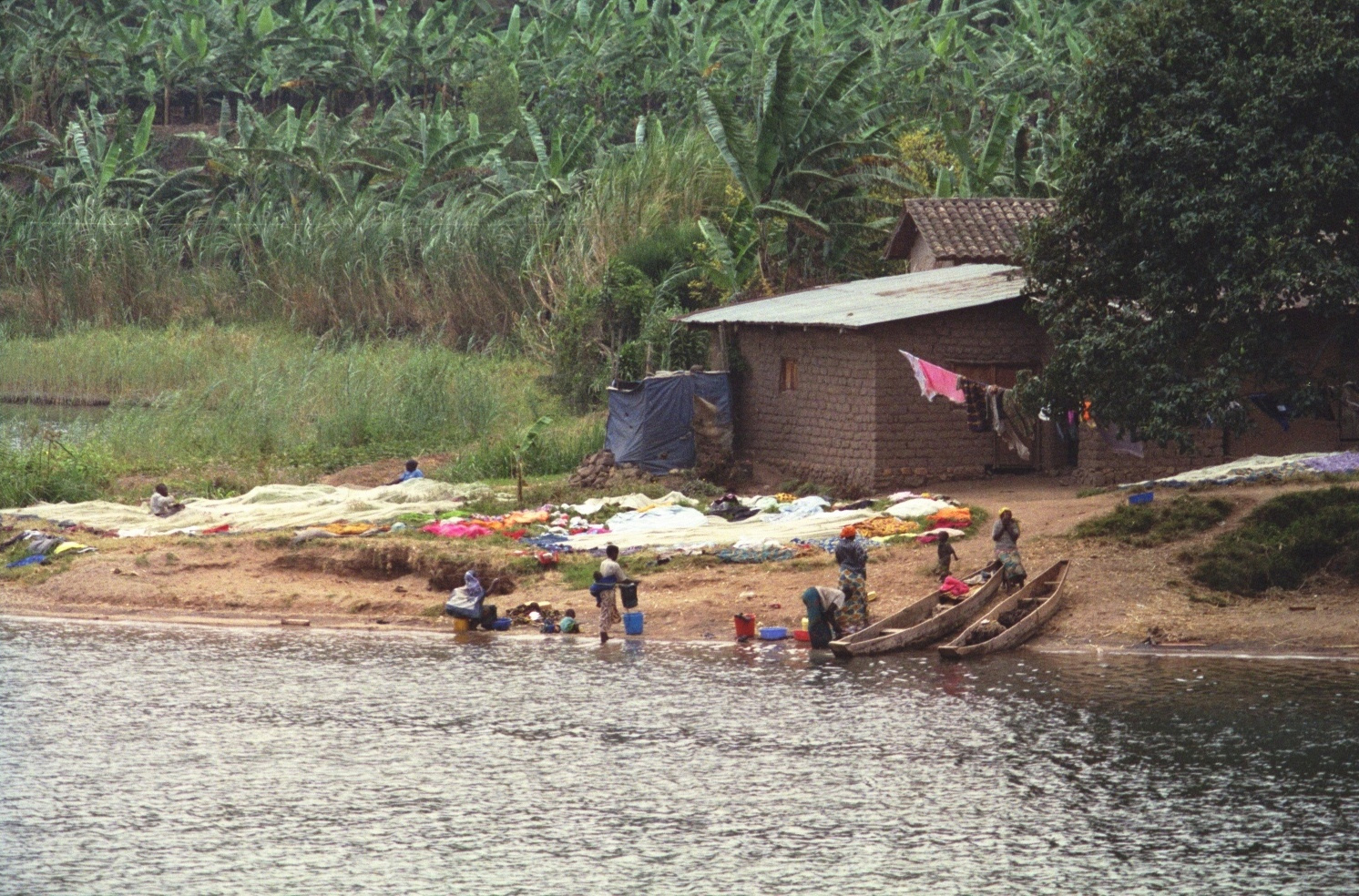
Litoral de Gisenyi.

La ciudad cuenta con un resort a orillas del lago Kivu, con varios hoteles y tres playas. La zona también es conocida por los deportes acuáticos. La orilla norte del lago sobre el que Goma y Gisenyi se ubican es una llanura con formaciones de lava de las erupciones del cercano Monte Nyiragongo. A diferencia de Goma, Gisenyi escapó de los flujos de lava, tanto de las erupciones de 1977 y 2002, que destruyeron entre el 15 y el 40% de la primera. En el centro de Gisenyi se encuentran colinas en la esquina noreste del lago, y una expansión de baja densidad está teniendo lugar en las colinas, que se espera estén a salvo de futuras erupciones.
Gisenyi es también el hogar de Bralirwa, la única cervecería en Ruanda, que fabrica diversas cervezas locales - Primus, Mützig, Amstel y Guinness -, así como una gama de refrescos de la marca Coca-Cola. Gisenyi es un pueblo pequeño en comparación con la vecina Goma en la RDC, aunque Gisenyi está creciendo rápidamente. En 2011, se comenzó la construcción un nuevo centro comercial de varios pisos a través de una vieja estación de autobuses. A partir de 2011, las principales vías de la ciudad están pavimentadas y se están a punto de concluir la mayor parte de las aceras también.
Durante el genocidio de Ruanda, el gobierno provisional instaló su base en la ciudad. Gisenyi es la ciudad donde Laurent Nkunda - acusado por las Naciones Unidas de haber conducido un ejército que reclutó ilegalmente niños soldados congoleños - está detenido, en espera de una decisión sobre la solicitud de extradición de la República Democrática del Congo.

## Educación
El campus de la Universidad Autónoma de Kigali de Gisenyi tenía una matrícula para 3413 estudiantes en el año académico 2012-2013. Los estudiantes llevan a cabo programas de las facultades de Ciencias Económicas y Empresariales, Ciencias Sociales, y Leyes. El Colegio Universitario de Ruanda (RTUC, por sus siglas en inglés) también tiene un campus en Gisenyi. La ciudad tiene alrededor de 30 escuelas públicas y privadas, incluyendo preescolar, primaria y secundaria.